# Bartolomé Esteban Murillo
Bartolomé Esteban Murillo (født i slutningen af december 1617 i Sevilla, døbt 1. januar 1618, død 3. april 1682 i samme by) var en spansk maler og en vigtig maler fra barokken.

## Liv
Han blev som forældreløs i sit tiende år sat i lære hos maleren Juan del Castillo (1584-1640), en ikke betydelig kunstner af italieniserende akademisk retning. Da Castillo snart rejste til Cadiz, så Murillo sig uden støtte og måtte for at leve deltage i produktionen af de rutinemæssig udførte andagtsbilleder, der fandt rigelig afsætning rundt i provinserne og i kolonierne. En tidligere medelev hos Castillo, Pedro de Moya, der kom hjem fra Nederlandene og London, hvor han havde været elev hos Antoon van Dyck, bragte med sig hjem et pust af den store flamske kunst og vakte hos Murillo trangen til selv at lære denne at kende, og 1642 rejste Murillo da til Madrid, hvor han fandt en støtte i sit bysbarn Diego Velázquez, der hjalp ham til rette og skaffede ham adgang til at se og kopiere malerierne i slottene i Madrid og i Escorial. Da Murillo 1645 forlod Madrid, var hans læretid til ende; i de kongelige samlinger havde han truffet værker af de kunstnere — landsmænd som Jusepe de Ribera og Velázquez, flamlændere som Peter Paul Rubens og van Dyck og endelig Tizian — der fremfor Castillo kunne blive hans lærere; det er da også under påvirkning af disses kunst, at Murillos egen kunst er modnet. Hjemme i Sevilla, hvor han blev gift, blev han en holden og anset mand, leder af et malerakademi; et tilbud om at blive hofmaler i Madrid efter Velázquez afslog han. Under en rejse til Cádiz 1682 faldt han ned af et stillads og døde af faldet.

## Realisme i den religiøse kunst
Oprindelig tung i det maleriske udviklede han med stor virtuositet sin kolorit (efter hvilken man har delt hans produktion i den kolde, varme og luftige) til en rigdom og fylde, der gengiver lys og farver i sløret blødhed, i clairobscur-stemt harmoni.
Hovedsagen i Murillos produktion er den religiøse kunst, men selv i denne har han ikke opgivet den — ofte djærve — realistiske opfattelse, som var et så udpræget karaktertræk i den samtidige spanske kunst, og tit og ofte er det realistiske, det genremæssige, der bryder frem selv i behandlingen af de mest ophøjede emner, det ved sin umiddelbarhed mest værdifulde i Murillos kunst. Her kan straks mindes om de rene folkelivscener, han har malet, billederne af sevillansk gadeungdom, først og fremmest de særlig kendte og populære billeder i München af de melonspisende drenge o. fl., medens andre lignende emner behandles i malerier i Madrid, Wien, Louvre (Tiggerdrengen), Sankt Petersborg (Pigen med orangerne), Dulwich College (Blomsterpigen), Heytesbury House (de to sevillanerinder: Las Gallegas). Nær til disse slutter sig en række billeder, der, trods deres religiøse emner, næsten virker som spanske. Folkelivskildringer, således nævnt blandt mange: Eliesar og Rebekka (Madrid), Josefs salg (Hertford House), Bebudelsen og Forkyndelsen for hyrderne, og særlig Den hellige familie med fuglen (del pajarito), der giver et interiør fra tømmermandsværkstedet, samt Den hellige Anna undervisende Maria (alle i Prado, Madrid).
Samme borgerlige jævnhed, der præger flere af de nævnte billeder, findes også i Murillos fremstillinger af Madonna med barnet, således i billeder i Palazzo Pitti, Firenze, i Palazzo Corsini i Rom, i Dresden, Sevilla og Madrid, ligesom til dels også i de halvt genreagtige fremstillinger af Jesu og Johannes Døberen som børn, snart fremstillede hver for sig (Prado, National Gallery og Rothschild, London), snart forenede som i det berømteste billede af denne art: Niños de la concha (Prado).
Her tilnærmelsesvis at nævne blot de kendteste af Murillos malerier — hvoraf over 400 er bevarede — ville føre for vidt; særlig fremhæves må de billederækker, han malede i Sevilla, billederækker, der nu er spredt viden om, efter at de i begyndelsen af 1800-tallet blev røvede af marskal Jean-de-Dieu Soult. De ældste af disse malerier var malede for klostergården i S. Francisco (1646); af de hertil hørende 11 billeder (med figurer i naturlig størrelse) er de 4 berømteste: Den hellige Franciskus' ekstase, Fattigbespisningen (begge i Real Academia de Bellas Artes de San Fernando, Madrid), Englekøkkenet (Louvre) og Den hellige Klaras død (Dresden).
Fra 1655 skriver sig to af Murillos betydeligste malerier, malede for katedralen i Sevilla: Marias fødsel (nu i Louvre) og Den hellige Antonius' vision (endnu i katedralen; Antonius-skikkelsen i sin tid skåret ud, solgt til Amerika, tilbagekøbt 1875), måske det skønneste af alle Murillos visionsbilleder. Af de billeder, Murillo 1665 malede for S. María la Blanca, ejer Madrid de betydeligste: Den romerske adelsmands drøm og Audiens hos Paven, medens Louvre fra samme sted har en Concepcion og det 1670 malede: Den hellige Familie med den hellige Elisabeth og den lille Johannes.

## Sene værker og en let og luftig stil
Højdepunktet i Murillos kunst er nået med billederne i Caridad-hospitalet (1670-74) og i Kapucinerklostret i Sevilla (til 1676); fra det første sted nævnes to mægtige malerier, der endnu er på deres oprindelige plads: Moses slår vand af klippen (La Sed) og Bespisningen i ørkenen; af de øvrige, der findes spredte i forskellige samlinger, er der et af Murillos hovedværker: Den hellige Elisabeth, nu i Real Academia de Bellas Artes de San Fernando i Madrid. Af de 19 bevarede (i sin tid til Frankrig bortførte) billeder fra Kapucinerklostret er 17 samlede i museet i Sevilla; blandt disse mærkes Thomas af Villanueva givende almisse og særlig en række visionsbilleder — Den hellige Antonius omfavnende Jesusbarnet, Den hellige Franciskus med den korsfæstede, Den hellige Felix' vision — og tvende konceptionsbilleder. I disse malerier af visioner og konceptioner (Maria svævende med måneseglet under sine fødder, symbolet på den ubesmittede undfangelse) når Murillos kunst sin mægtigste, mest frigjort ideale stil: i et hav af mystisk, anelsesfuldt lys, der gennemtrænger alt og opløser alle konturer, ses Madonna svævende mod himlen. Behandlingen er let og luftig (Murillos "estilo vaporoso"), og i udtrykket har kunstneren givet det højeste af hengivelse og betagelse.
Af konceptionsbilleder foruden de allerede nævnte kan fremhæves billeder i Sevillas museum (Madonna på jordkloden), i Madrid og Sankt Petersborg, medens yderligere visionsbilleder findes i Madrid, Sankt Petersborg og Berlin. Murillos sidste store arbejde var Katharinas Trolovelse i Kapucinerkirken i Cádiz (fuldendt af Meneses Osorio). Endnu bør nævnes enkelte af Murillos udmærkede portrætter: Andrés de Andrade (Northbrook Gallery, London), Justino de Neve (Bowood House) og Pater Cavanilla (Prado, Madrid). Tegninger af Murillo findes i Ny Carlsberg Glyptotek.

## Popularitet og senere kritik
Murillos kunst blev populær som måske kun en kunstners til, Rafaels, men i 1800-tallet vendte stemningen: "Intet under, thi hvilken kunstner har af naturen fået en rigere og elskværdigere følelse, der således forener de skønne sider både af Naivitet og Sentimentalitet. Men i henseende til karakterens dybde og indholdsværd har han ikke udviklet den spanske kunst. En strengere betragtning mærker snart, at han undertiden gør alt for meget for sit Publikum, at han overhovedet er mere bedårende og fortryllende end sand og ægte". (Julius Lange).